# Société de la Voiture Bouquet, Garçin et Schivre
Pour les articles homonymes, voir Bouquet et Garcin.
La Société de la Voiture Bouquet, Garçin et Schivre est un constructeur automobile français.

## Production

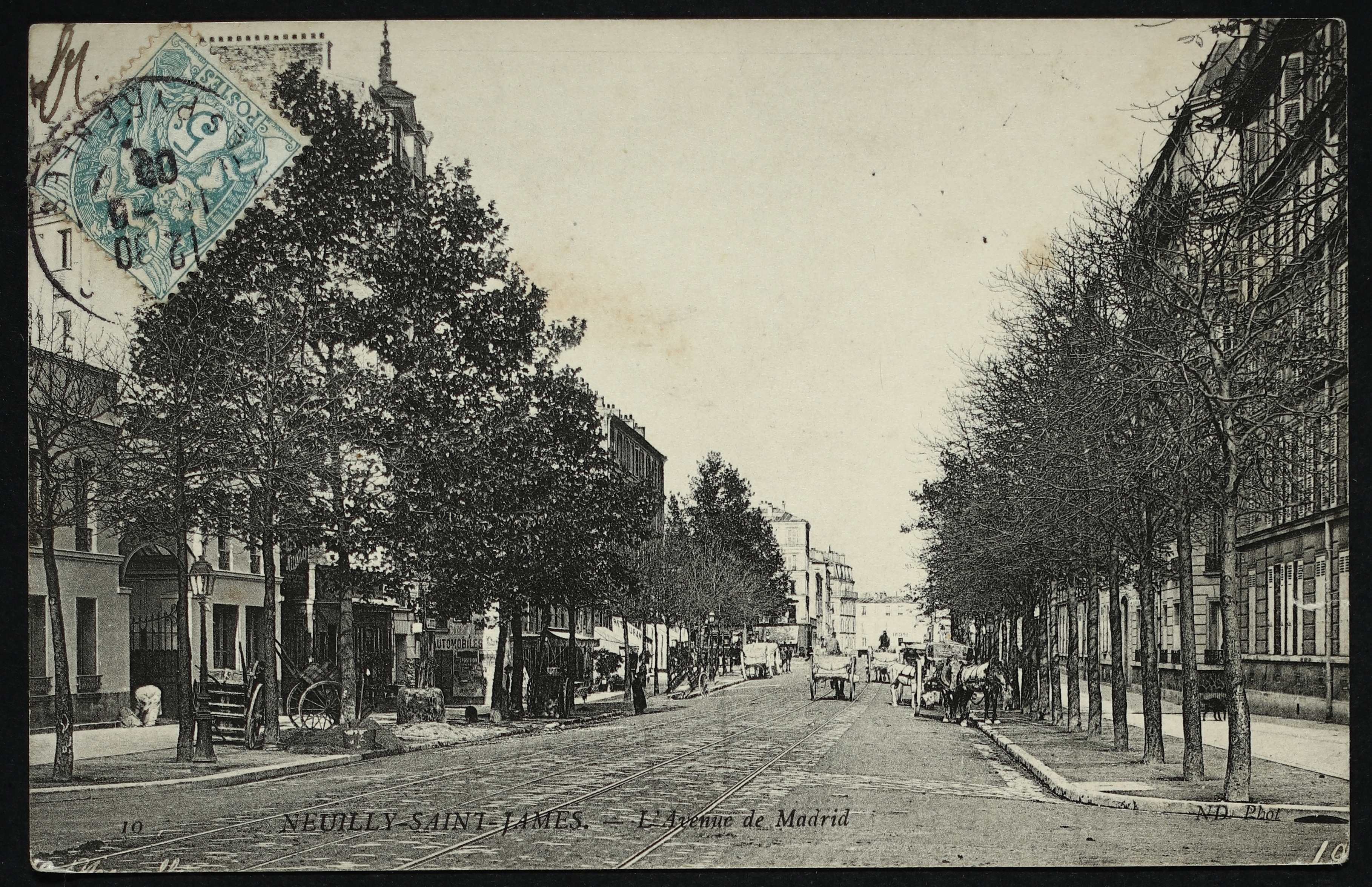
Usine et showroom B.G.S. à Neuilly-sur-Seine, au 12 avenue de Madrid (côté gauche de la rue, quatrième bâtiment sur la carte postale).

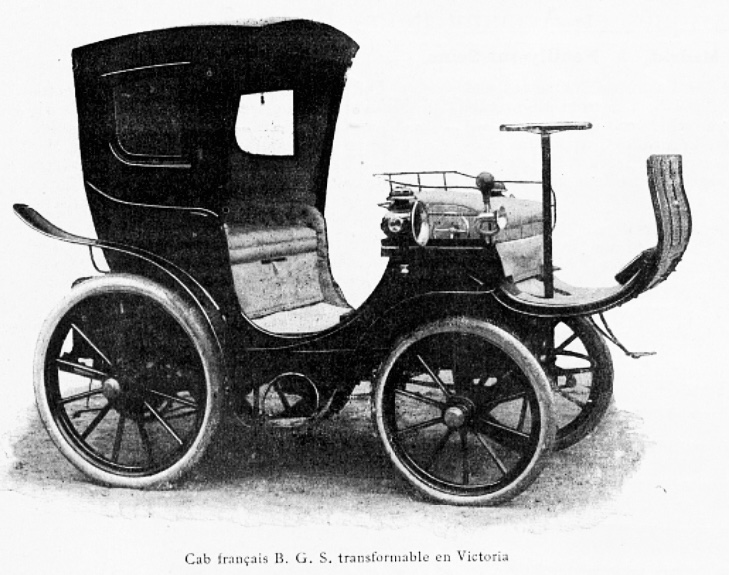
Cab Français B.G.S.

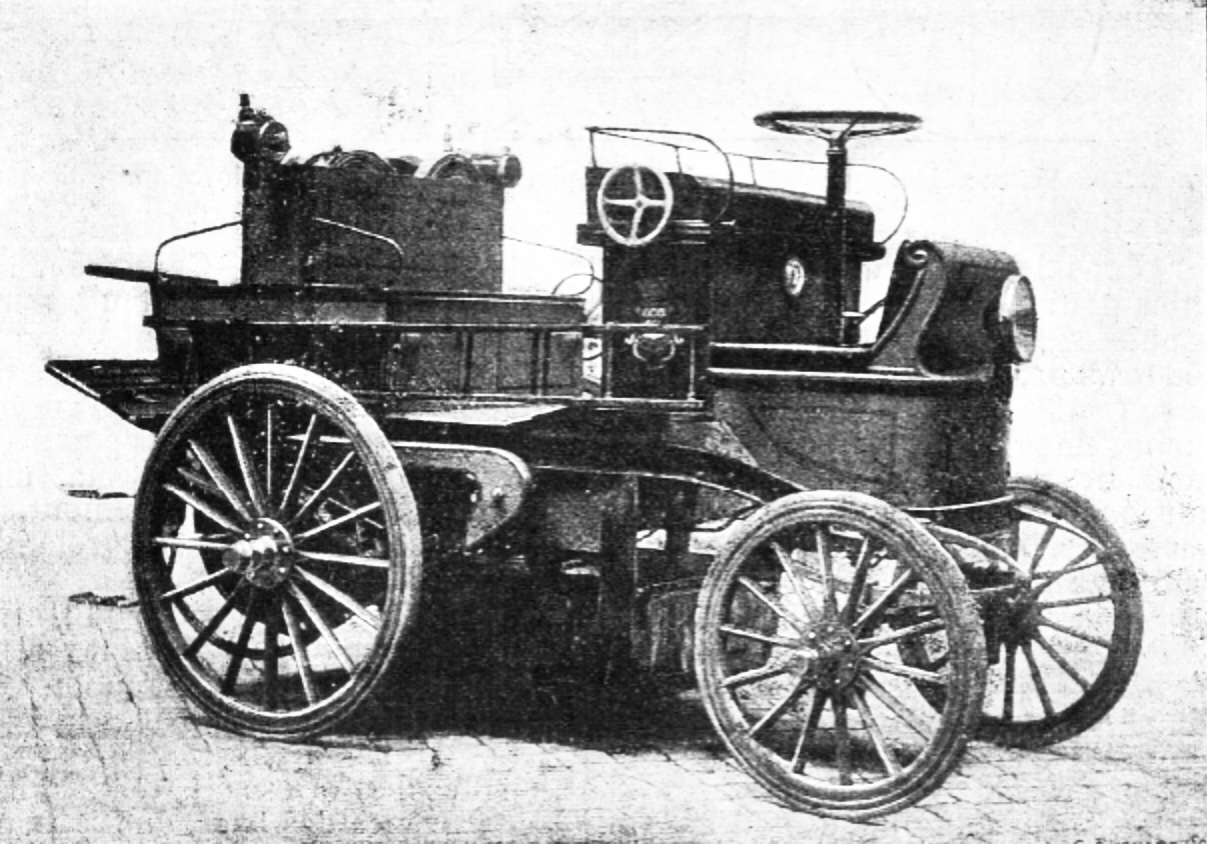
B.G.S., camion de pompiers (1899).

L’entreprise basée à Neuilly-sur-Seine a commencé à produire des automobiles en 1898. Le nom de la marque était B.G.S., du nom des fondateurs de l’entreprise, Bouquet, Garçin et Schivre. Le siège de l’entreprise était situé au 12 avenue de Madrid. Le capital de départ s’élevait à 350 000 francs.
La première voiture de B.G.S. était une voiture électrique ayant une carrosserie ouverte en vis-à-vis. Le véhicule de 1898 avait un moteur d’une puissance de 3,5 kW. La batterie au plomb conçue par l’entreprise pesait environ 350 kg. Le poids total du véhicule était de 950 kg. Pour une vitesse de 25 km/h, le véhicule avait besoin de 4 ampères et atteignait 130 à 150 km avec une seule charge de batterie. Le soutien dans la conception du véhicule est venu de Renault.
B.G.S a participé au Critérium des électriques de Paris à Suresnes avec trois véhicules. En septembre 1899, un véhicule B.G.S. participe à la course automobile Paris-Ostende. Avec une distance parcourue de 262 km, un véhicule a établi un nouveau record de longue distance. L’itinéraire allait de Paris à Alésia. Le véhicule qui a battu le record a été nommé Alésia.
Pour le constructeur automobile Société Louis Créanche, B.G.S. a produit le biplace Duc électrique sur une base contractuelle.
La production B.G.S. a cessé en 1906.

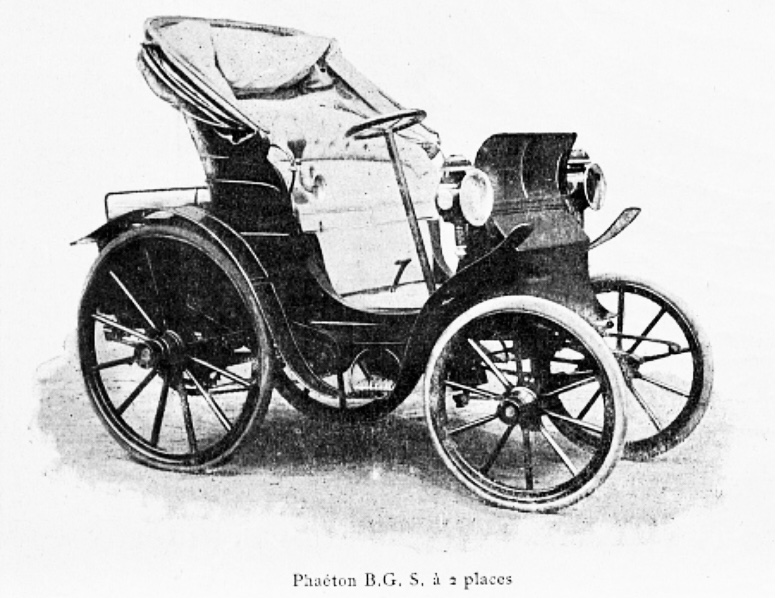
Phaéton B.G.S deux places.
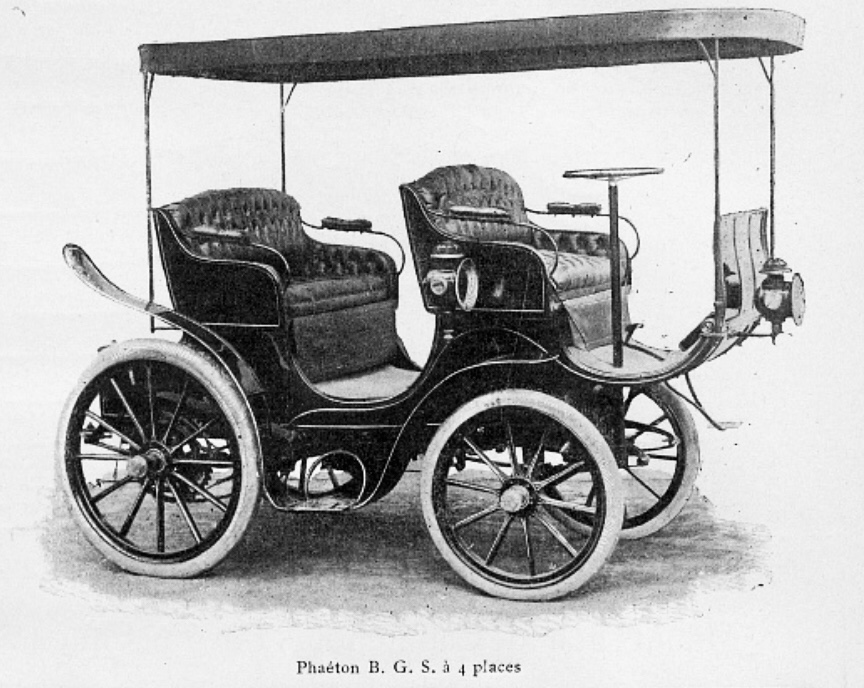
Phaéton B.G.S quatre places.
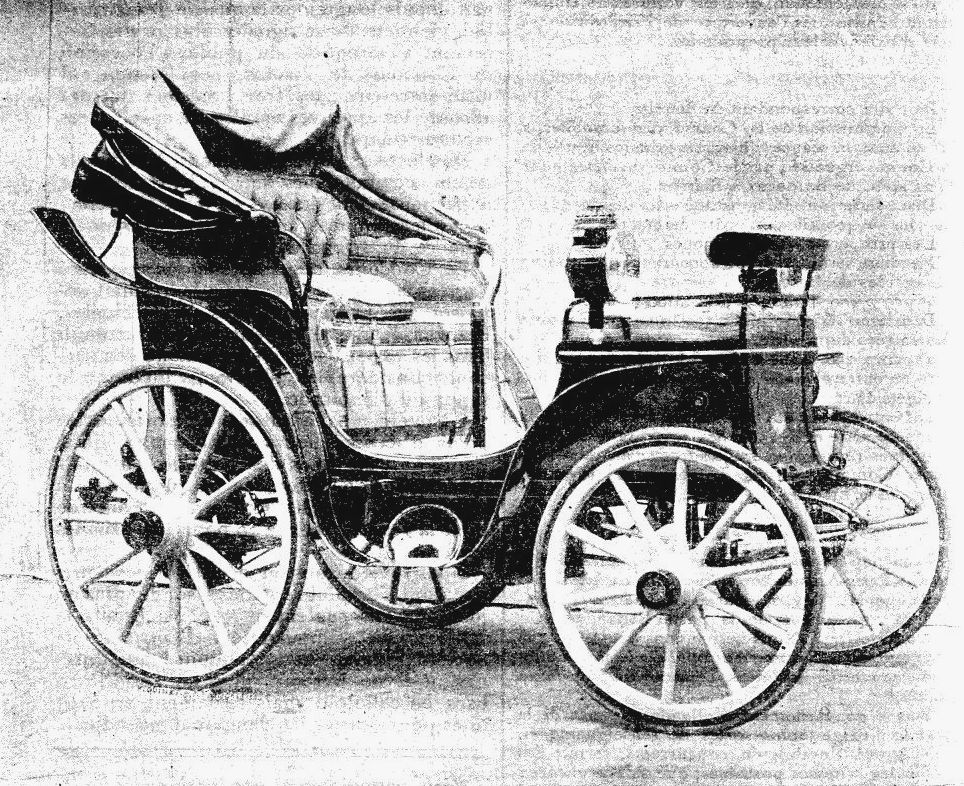
B.G.S. Vis-à-vis.
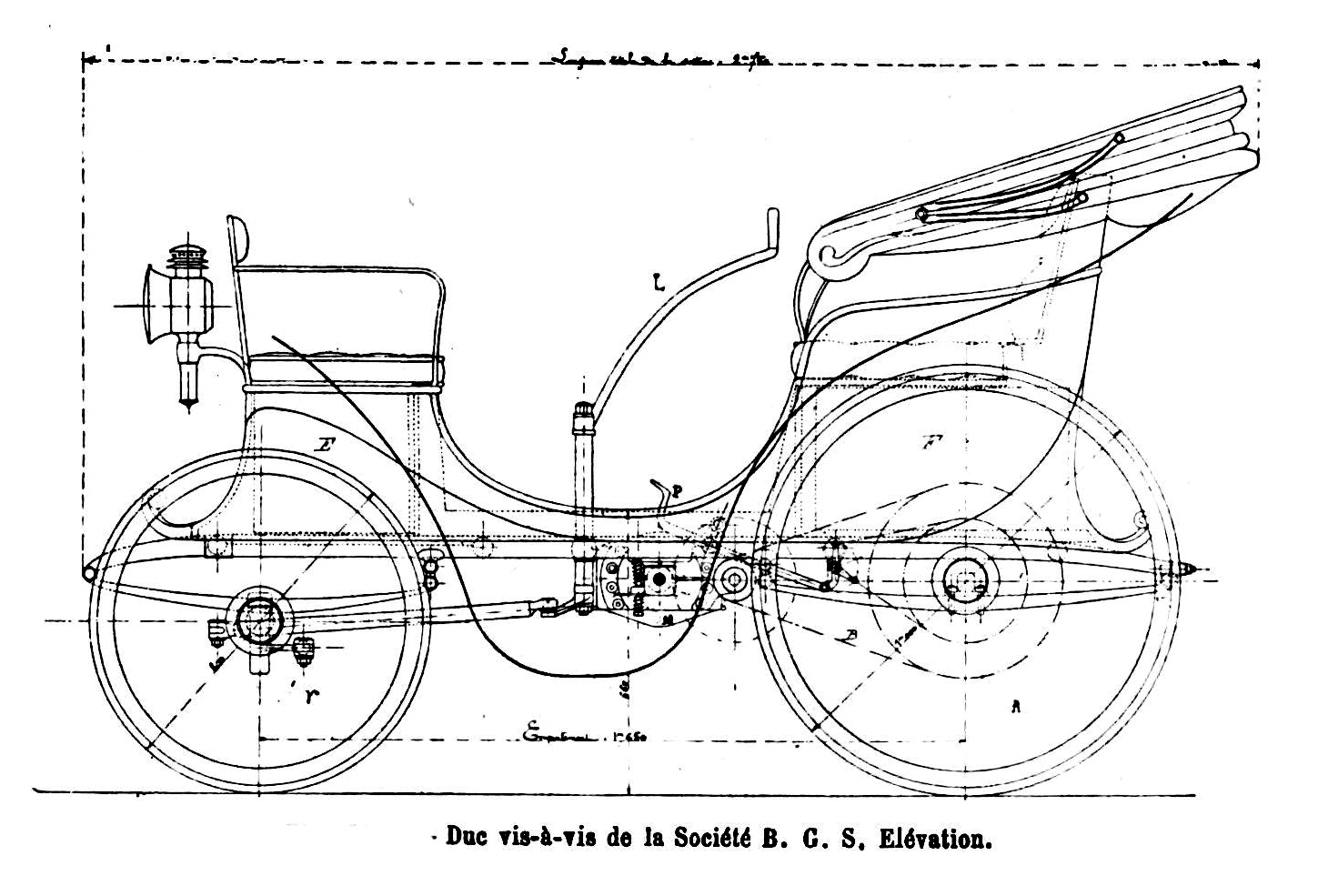
B.G.S. Vis-à-vis (1899)[5].
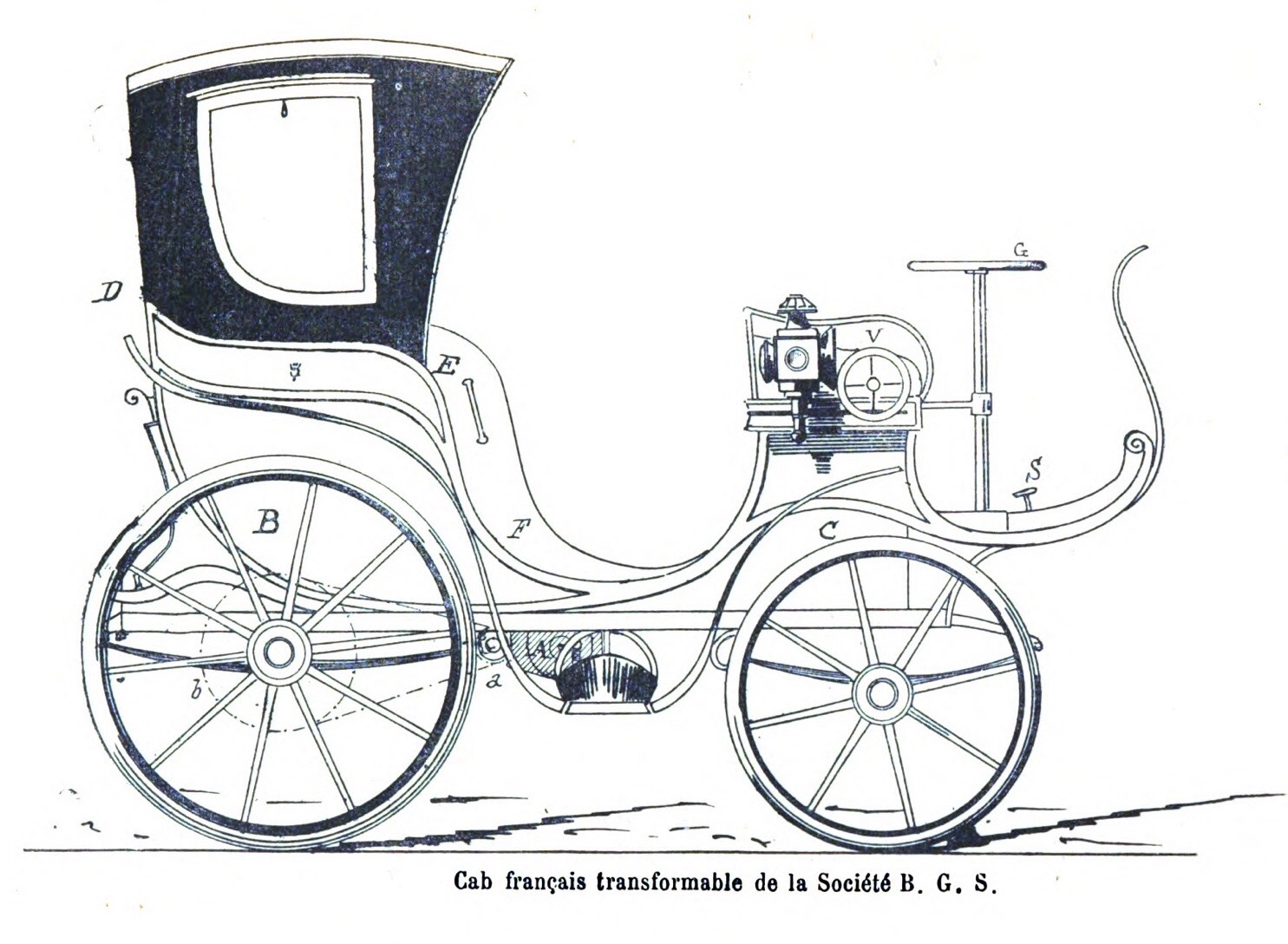
B.G.S. Cab Français transformable (1899)[6].
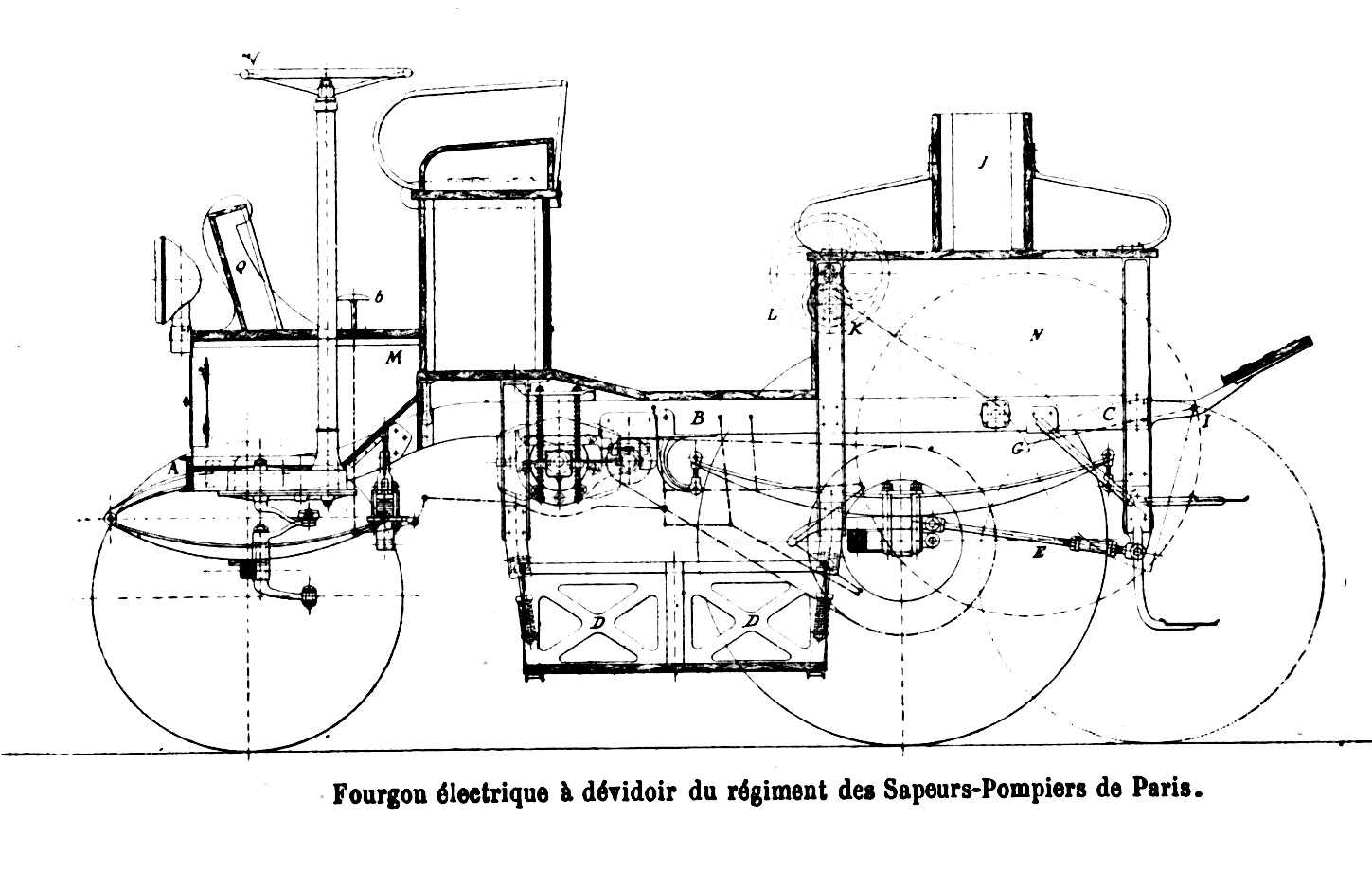
B.G.S. Camion de Sapeur pompiers (1899)[7].
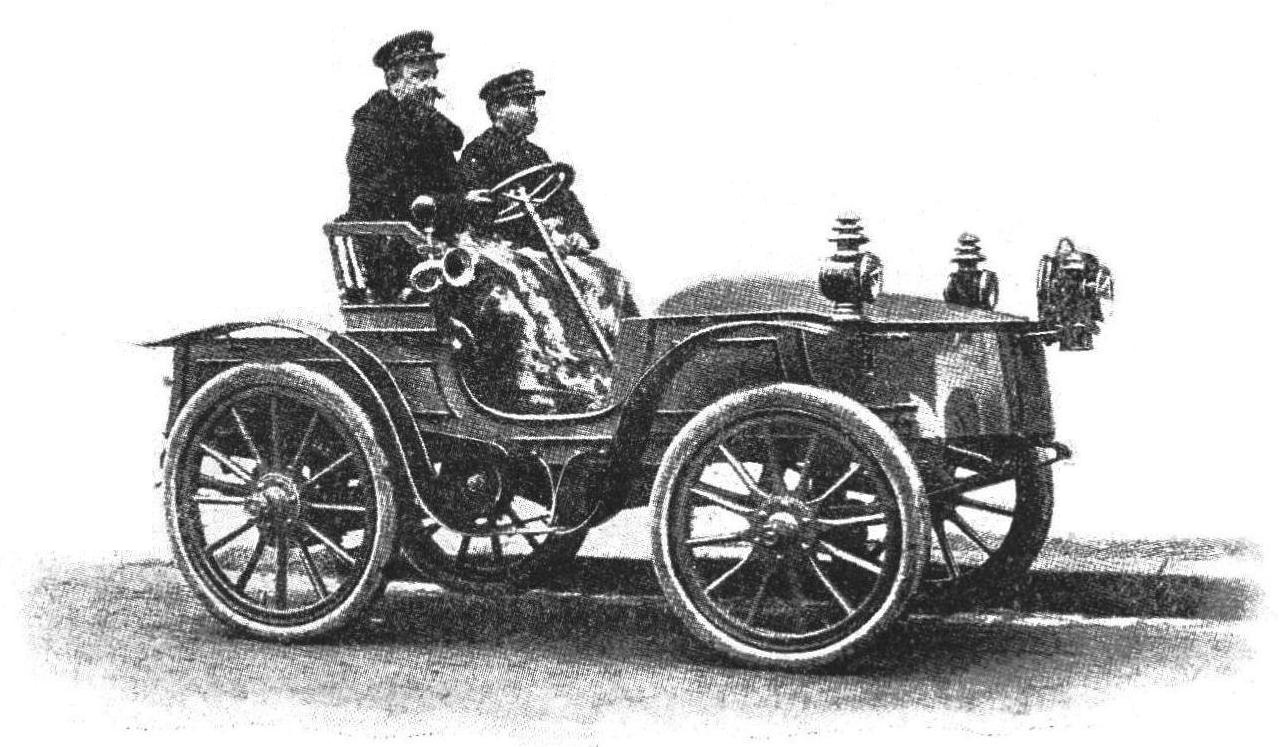
B.G.S. 'Alesia'.
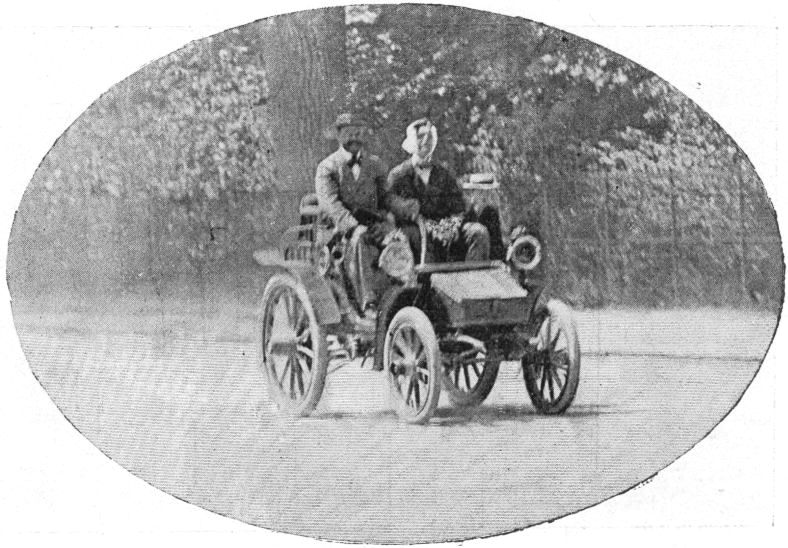
B.G.S. no.8 Critérium des électriques 1899.
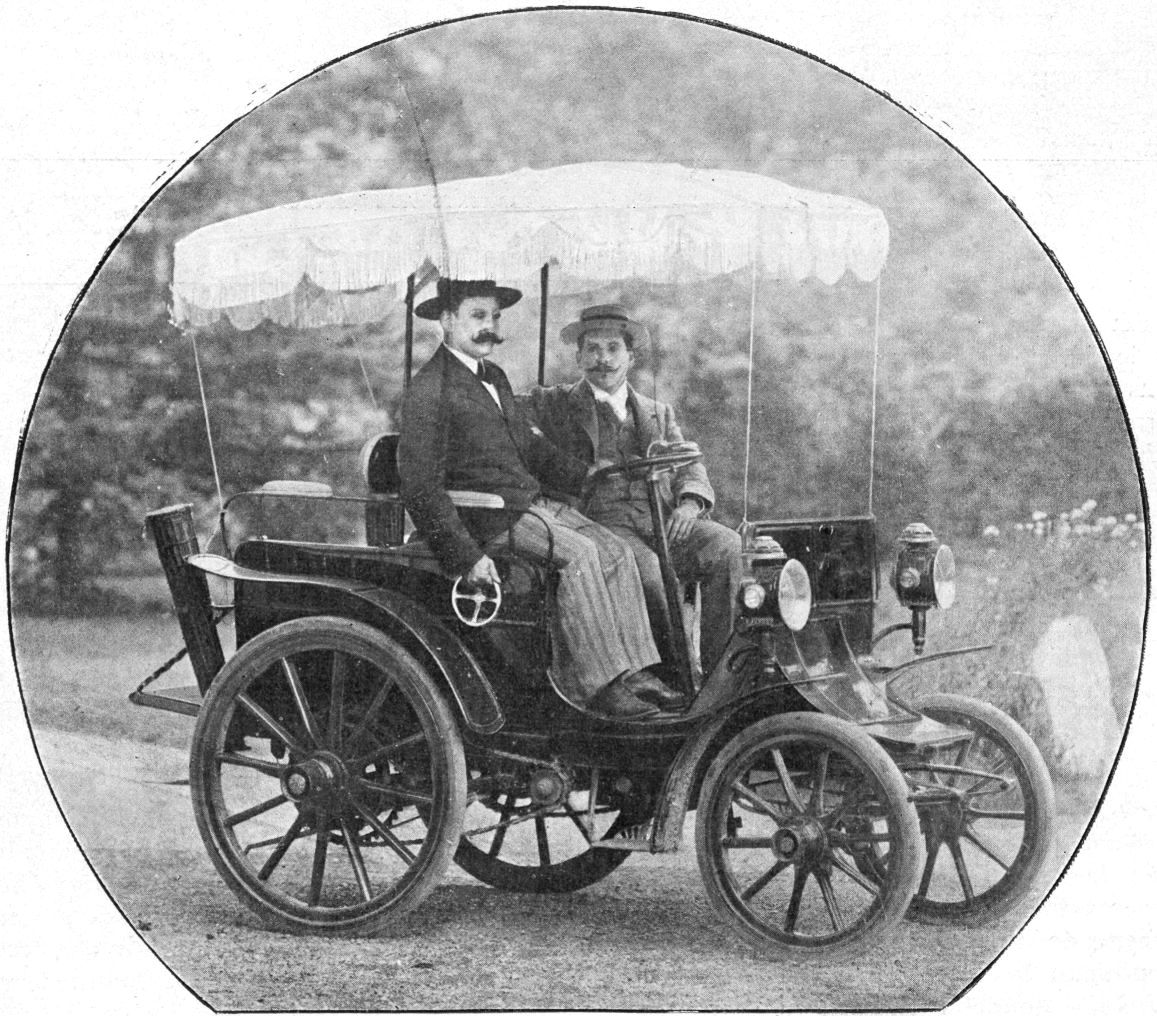
B.G.S Dos-à-dos 4 places.